# بیوسلی
بیوسلی (به فرانسوی: Bucilly) یک کمون در فرانسه است که در ان (ا-دو-فرانس) واقع شده‌است. بیوسلی ۱۲٫۸۵ کیلومتر مربع مساحت دارد ۱۵۹ متر بالاتر از سطح دریا واقع شده‌است.